# 大久保良峻
大久保 良峻（おおくぼ りょうしゅん、1954年6月14日- ）は、日本の仏教学者・天台宗僧侶（勧学）。早稲田大学文学部教授。研究領域は平安期を中心とする日本仏教史。

## 略歴
神奈川県生まれ。1980年早稲田大学文学部心理学科専攻卒業。1989年同大大学院文学研究科東洋哲学専攻博士課程単位取得満期退学。早稲田大学文学部助教授を経て、早稲田大学文学学術院教授、早稲田大学博士（文学）。日本仏教綜合研究学会会長。2015年より早稲田大学仏教青年会第10代会長。

## 著書
- 『天台教学と本覚思想』法藏館、1998年、増訂版2022年
- 『台密教学の研究』法藏館、2004年
- 『最澄の思想と天台密教』法藏館、2015年
- 『伝教大師 最澄』法藏館、2021年

### 編著
- 『新・八宗綱要　日本仏教諸宗の思想と歴史』法藏館、2001年
- 『日本仏教34の鍵』春秋社、2003年
- 『日本の名僧3　山家の大師 最澄』吉川弘文館、2004年
- 『新アジア仏教史11　日本Ⅰ 日本仏教の礎』佼成出版社、2010年

担当巻、日本篇は全5巻で編集協力、編集委員は末木文美士
- 『天台学探尋　日本の文化・思想の核心を探る』法藏館、2014年
- 『日本仏教の展開　文献より読む史実と思想』春秋社、2018年

### 監修・記念論集
- 『日本仏教編年大鑑 八宗総覧』 四季社 2009年

山口耕栄,宇高良哲,千葉乗隆,竹貫元勝,廣瀬良弘,渡辺宝陽共監修
- 『天台・真言諸宗論攷　大久保良峻教授還暦記念論集』同・刊行会編、山喜房佛書林、2015年

## 論文
- CiNii>大久保良峻
- INBUDS>大久保良峻

## 注
1. ↑  『現代日本人名録』2002年